# Donkere wapendrager
De donkere wapendrager (Clostera pigra) is een vlinder uit de familie van de tandvlinders (Notodontidae).

## Beschrijving
De imago heeft een voorvleugellengte van 11 tot 14 mm. De grondkleur van de vleugels is bruingrijs. Bij de vleugelpunt bevindt zich een niet zo duidelijk begrensde roodbruine vlek.
De vlinder overwintert als pop tussen het afgevallen blad van de waardplant, na met dat blad van de boom gevallen te zijn.

## Waardplanten
De waardplanten van de donkere wapendrager zijn wilgen en populieren, met name ratelpopulier.

## Voorkomen
De donkere wapendrager komt voor van geheel Europa tot Oost-Azië. Hij is aan de noordkant tot ver boven de poolcirkel te vinden.
De donkere wapendrager is in Nederland een zeldzame en België een vrij gewone soort. In Nederland komt hij voor in de duinen en plaatselijk op de zandgronden. Hij vliegt van half april tot in september in twee jaarlijkse generaties.